# Шедболт, Кейтлин
Кейтлин Шедболт (англ. Caitlyn Shadbolt) — австралийская певица и автор-исполнитель. Участвовала в шестом сезоне австралийской версии шоу талантов The X Factor Australia. В 2015 году выпустила свой одноимённый дебютный мини-альбом, который занял 50 место в чартах.

## Карьера
Начала музыкальную карьеру в возрасте 12 лет.

### 2014:The X Factor Australiaи дебютный мини-альбом
В 2014 году Шедболт пробовалась на участие в шестом сезоне австралийской версии шоу талантов The X Factor Australia. Там она исполнила кавер-версию песни Rascal Flatts, «Life Is a Highway». В конечном счёте, благодаря наставничеству Ронана Китинга, она смогла там занять пятое место.
В январе 2015 года Кейтлин выпустила свой дебютный сингл, «Maps Out The Window», которому удалось попасть в iTunes Country Singles Chart и занять 5 место в the Australian Country Airplay Chart. В июле того же года на лейбле ABC Music она выпустила свой второй сингл «Shoot Out The Lights». А вышедший в августе 2015 года её одноимённый дебютный мини-альбом сумел занять 50 мес то в чартах.
В 2016 году Шедболт была номинирована на премию Country Music Awards в номинации «Лучший новый исполнитель», уступив в итоге Крисси Ламб. В марте 2016 года Кейтлин была номинирована на премию Country Music Channel Awards.
В марте 2017 года Шедболт выпустила песню "My Break Up Anthem", которая стала главным синглом альбома Songs on My Sleeve, выпущенного в мае того же года.

## Дискография

### Студийные альбомы
| Название           | Подробности релиза                                                                                       | Высшая позиция в чартах |
| Название           | Подробности релиза                                                                                       | AUS                     |
| ------------------ | --- | ----------------------- |
| Songs on My Sleeve | - Выпущен: 26 мая 2017(Australia) - Лейбл: Caitlyn Shadbolt / ABC Music - Формат: CD, цировое скачивание | 26                      |

### Мини-альбомы
| Название         | История релиза                                                                                                | Высшая позиция в чартах |
| ---------------- | --- | ----------------------- |
| Caitlyn Shadbolt | - Выпущен: 21 августа 2015 (Австралия) - Лейбл: Caitlyn Shadbolt / ABC Music - Формат: CD, цировое скачивание | 50                      |

### Синглы
| Название               | Год  | Высшая позиция в чартах | Альбом           |
| Название               | Год  | AUS                     | Альбом           |
| ---------------------- | ---- | ----------------------- | ---------------- |
| «Maps Out The Window»  | 2015 | -                       | Caitlyn Shadbolt |
| «Shoot Out The Lights» | 2015 | -                       | Caitlyn Shadbolt |
| «Pushing Through»      | 2015 | -                       | Caitlyn Shadbolt |

## Награды

### Country Music Awards (CMAA)
| Год  | Номинируемая работа | Категория       | Результат |
| ---- | ------------------- | --------------- | --------- |
| 2016 | Самостоятельная     | Best New Talent | Номинация |

### Country Music Channel (CMC)
| Год  | Номинируемая работа | Категория                 | Результат |
| ---- | ------------------- | ------------------------- | --------- |
| 2016 | Самостоятельная     | New Oz Artist of the Year | Победа    |